# Refugie van Villers

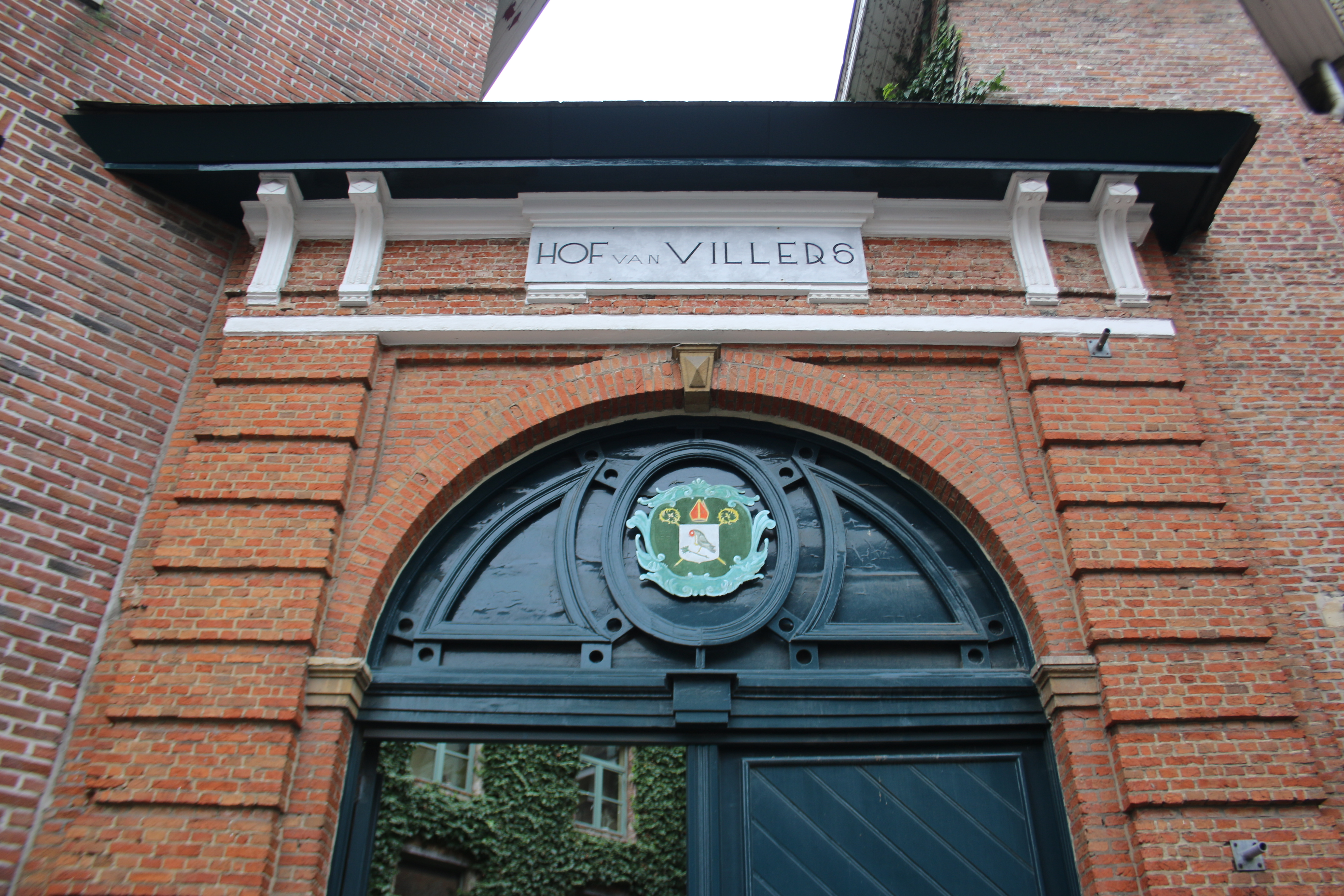

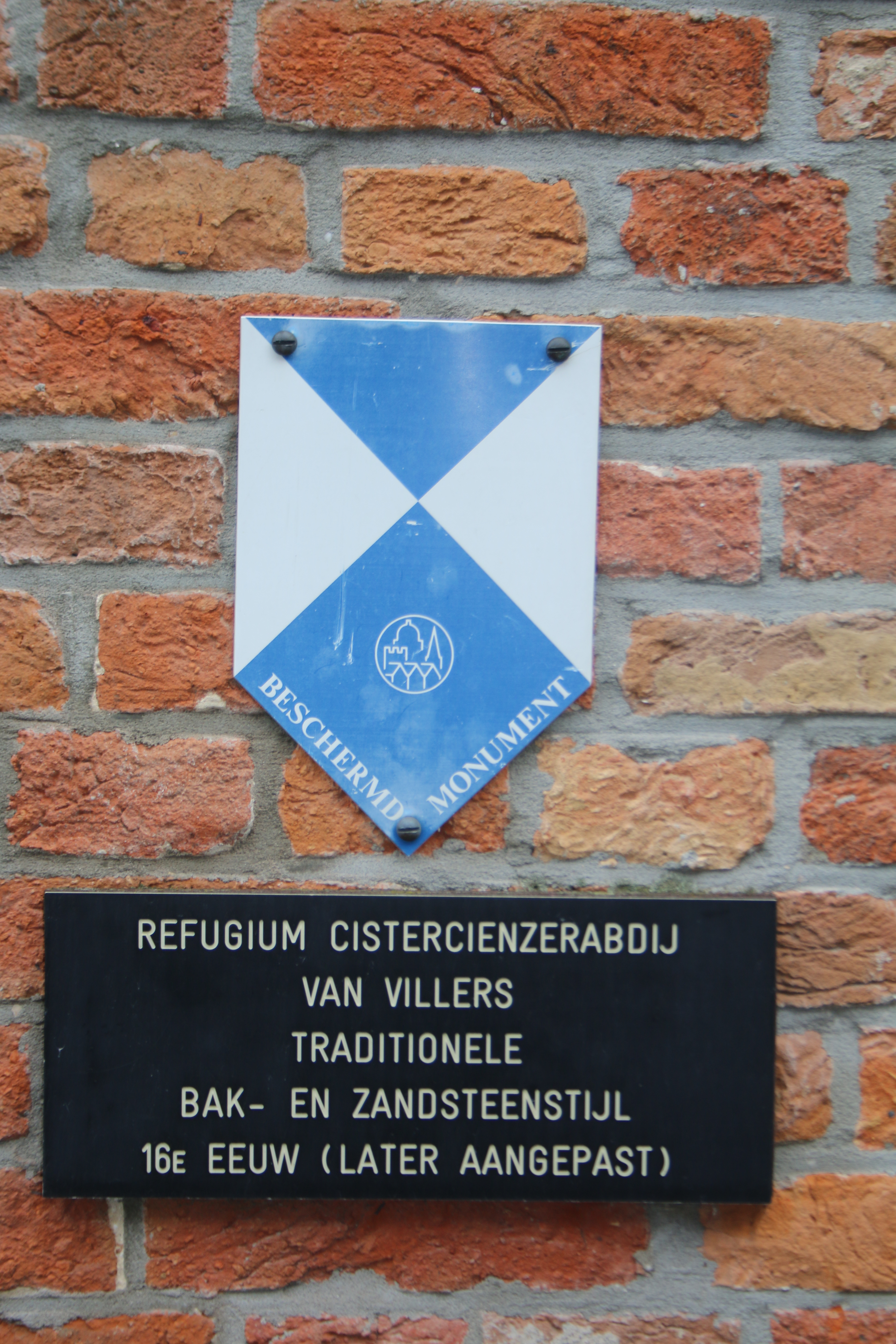

De refugie van Villers is een voormalig refugiehuis van de abdij van Villers aan de Persoonshoek in het Belgische Mechelen. Het gebouw uit de 14de eeuw werd opnieuw opgetrokken rond de 1577 en werd later aangepast. Het is een voorbeeld van traditionele bak- en zandsteenarchitectuur. Sinds 1985 is het pand beschermd als monument. Aan het pand zijn de assistentiewoningen Hof van Villers gelegen .
Het gebouw ligt vlak bij de Kraanbrug over de Binnendijle.